# Communauté d'agglomération Tulle Agglo
La communauté d'agglomération Tulle Agglo est une communauté d'agglomération française, un établissement public de coopération intercommunale (EPCI) à fiscalité propre, située dans le département de la Corrèze, en région Nouvelle-Aquitaine. Elle a succédé le 1er janvier 2012 à la communauté de communes Tulle et Cœur de Corrèze.

## Historique
La Communauté de communes du Pays de Tulle est fondée le 16 décembre 1993, par 12 communes souhaitant œuvrer ensemble à une échelle plus cohérente. Cette ambition fait suite aux travaux sur le document d'urbanisme, le Schéma Directeur du Pays de Tulle. Élaboré sur 28 communes, il visait à anticiper l'arrivée de l'autoroute A89. François Hollande est le premier président de cet EPCI corrézien qui possède 5 compétences : Aménagement de l'espace, Développement économique (zones d'activités), Protection de

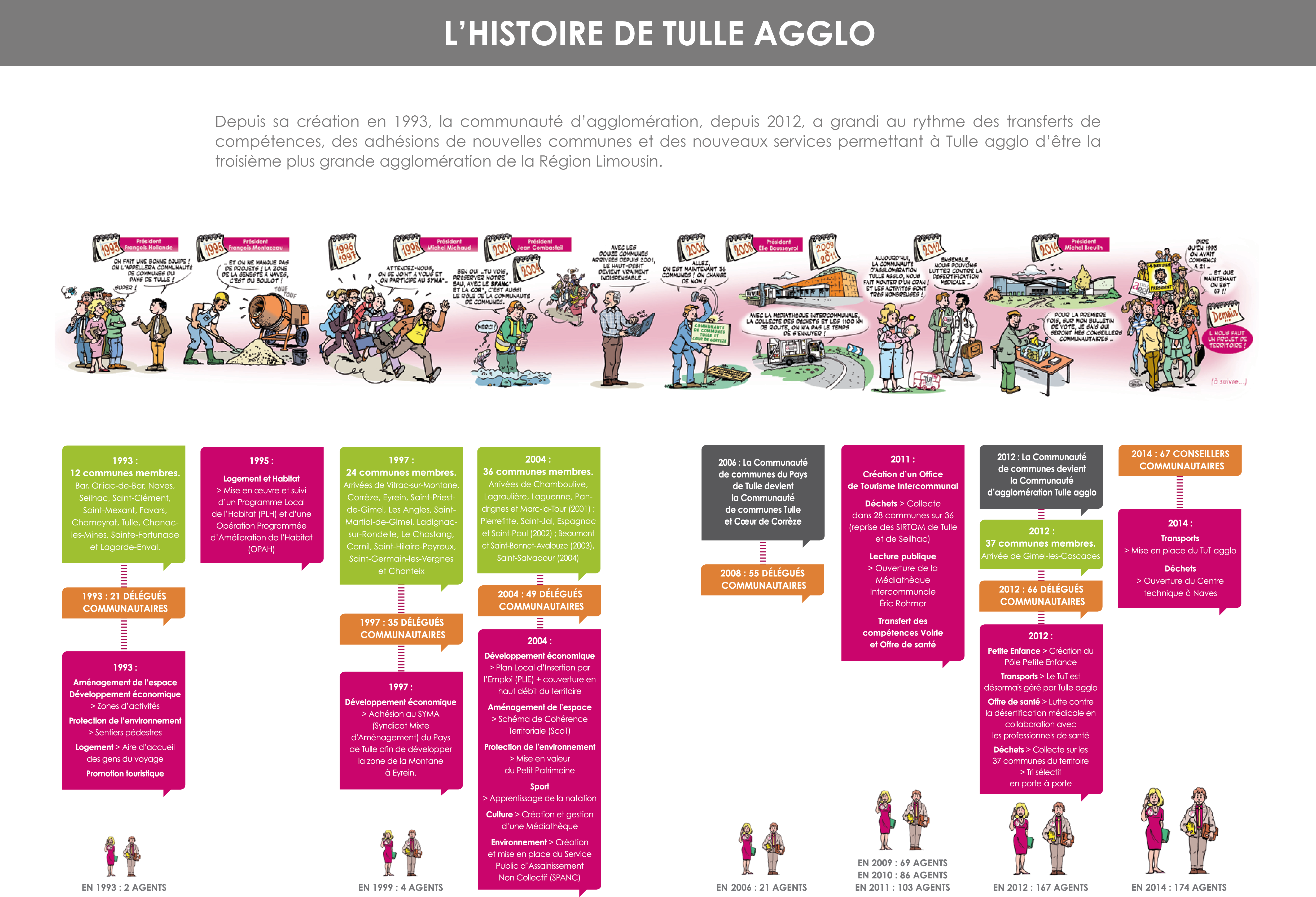
Frise - Histoire de la Communauté d'Agglomération Tulle Agglo

l'environnement (Sentiers pédestres), Logement (aires d'accueil des gens du voyage) et Promotion touristique.
La Communauté s'élargit progressivement :
En 1996, 12 communes supplémentaires adhèrent à l’EPCI.
De 2001 à 2004, 12 autres communes rejoignent la Communauté qui compte alors 36 communes membres.
En 2006, la Communauté de Communes du Pays de Tulle devient la Communauté de communes Tulle et Cœur de Corrèze.
Le 1er  janvier 2012, la Communauté de communes Tulle et Cœur de Corrèze se transforme et devient la communauté d'agglomération Tulle agglo. Elle intègre la commune de Gimel les Cascades et elle est composée de 37 communes.
Le 1er janvier 2017, la Communauté comprend 45 communes à la suite de l'arrivée de huit nouvelles communes issues de 3 anciennes intercommunalités :
- Communauté de communes de Vézère Monédières : Le Lonzac
- Communauté de communes des Monédières : Saint-Augustin
- Communauté de communes du Doustre et du Plateau des Étangs : Champagnac-la-Prune, Clergoux, Gros-Chastang, Gumond, La Roche-Canillac et Saint-Pardoux-la-Croisille.

Le 1er janvier 2019, Laguenne et Saint-Bonnet-Avalouze fusionnent pour constituer la commune nouvelle de Laguenne-sur-Avalouze et Lagarde-Enval et Marc-la-Tour fusionnent également pour constituer la commune nouvelle de Lagarde-Marc-la-Tour.

## Territoire communautaire

### Géographie
La communauté d'agglomération Tulle agglo est située au cœur du département de la Corrèze à proximité de l'agglomération de Brive. Elle se situe à près de 30 min de Brive, 30 min d'Egletons et près d'une heure de Limoges.
Tulle regroupe à elle seule le tiers des habitants du territoire communautaire. Préfecture du département de la Corrèze, elle est la troisième ville du Limousin, derrière Limoges et Brive.
La communauté d'agglomération Tulle agglo se situe au sud du Limousin et se déploie entre 160 m et 640 m d'altitude. Du nord-est au sud-ouest, le territoire communautaire est traversé par la vallée de la Corrèze. Ainsi la communauté d'agglomération se structure autour de vallées constituant des axes de communication et de peuplement.
Les 43 communes sont toutes à proximité des réseaux autoroutiers A20 et A89 offrant ainsi, une bonne accessibilité régionale et interrégionale : liaisons avec Bordeaux et Clermont Ferrand et Lyon sur l'axe Est/ouest et Limoges et Toulouse sur l'axe Nord/Sud. L'A89 traverse le territoire de part en part et comporte trois sorties : St Germain les Vergnes, Tulle Nord et Tulle Est. Les RD1089 et 1120 permettent un maillage efficace du territoire.
La communauté d'agglomération est aussi à proximité des dessertes aériennes : aéroport de Brive Vallée de la Dordogne à 40 min (49 km), aéroport de Limoges à 1 h (90 km), aéroport de Clermont Ferrand à 1 h 45 min (144 km) et aéroport de Toulouse 2 h 20 min (235 km).
Le territoire offre aussi des dessertes ferroviaires nationales avec la ligne Paris/Toulouse par la gare de Brive ou d'Uzerche. De même, la gare Tulle se situe sur la ligne Bordeaux-Lyon. Les services routiers et ferroviaires du Express Régional (TER) gérés par la région Limousin assurent les transports collectifs régionaux. Il existe deux lignes TER qui desservent le territoire : la ligne 7 « Limoges-Uzerche-Tulle » et la ligne 11 « Clermont-Ussel-Tulle-Brive ». C'est en 2010, dans le cadre du Plan Rail Limousin que la ligne TER entre Brive et Tulle est modernisée avec une forte augmentation du cadencement.
La plus grande majorité des logements se situe en zone urbaine, mais le nombre de logements a augmenté plus rapidement hors zone urbaine (trois fois plus) que dans l'unité urbaine.

### Composition

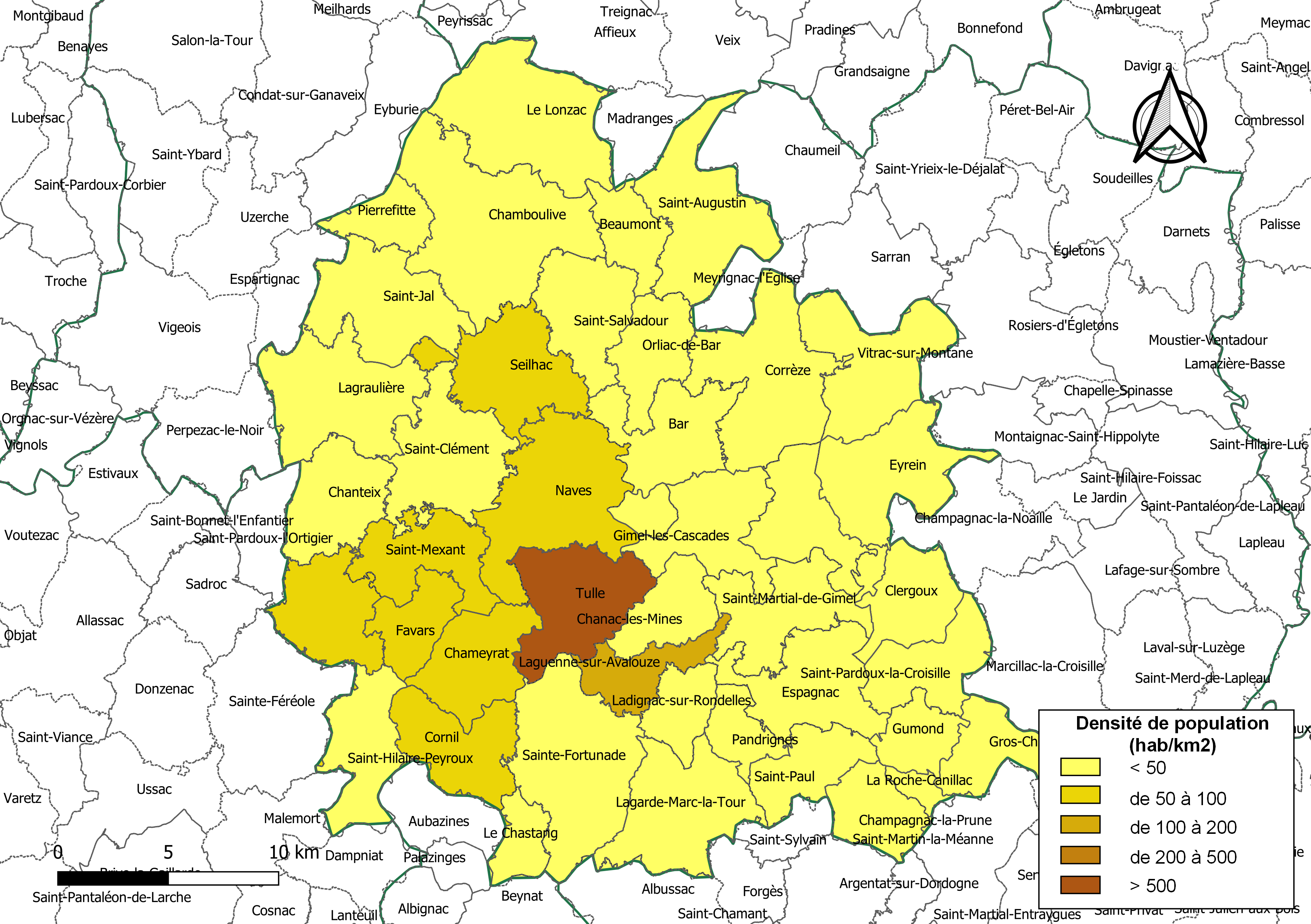
Carte des densités de population (millésimée 2016) des communes de la communauté d'agglomération Tulle Agglo. Composition en communes au 1er janvier 2019.

La communauté d'agglomération est composée des 43 communes suivantes :

| Nom                        | Code Insee | Gentilé           | Superficie (km2) | Population (dernière pop. légale) | Densité (hab./km2) |
| -------------------------- | ---------- | ----------------- | ---------------- | --------------------------------- | ------------------ |
| Tulle (siège)              | 19272      | Tullistes         | 24,44            | 13 602 (2022)                     | 557                |
| Les Angles-sur-Corrèze     | 19009      |                   | 4,73             | 126 (2022)                        | 27                 |
| Bar                        | 19016      | Barois            | 20,82            | 307 (2022)                        | 15                 |
| Beaumont                   | 19020      |                   | 10,9             | 115 (2022)                        | 11                 |
| Chamboulive                | 19037      | Chamboulivois     | 46,8             | 1 158 (2022)                      | 25                 |
| Chameyrat                  | 19038      | Chameyracois      | 18,95            | 1 492 (2022)                      | 79                 |
| Champagnac-la-Prune        | 19040      | Champagnacois     | 13,27            | 150 (2022)                        | 11                 |
| Chanac-les-Mines           | 19041      | Chanacois         | 13,26            | 421 (2022)                        | 32                 |
| Chanteix                   | 19042      | Chanteixois       | 19,47            | 615 (2022)                        | 32                 |
| Le Chastang                | 19048      | Chastandous       | 7,87             | 348 (2022)                        | 44                 |
| Clergoux                   | 19056      | Clergousiens      | 16,11            | 411 (2022)                        | 26                 |
| Cornil                     | 19061      | Cornilois         | 19,66            | 1 283 (2022)                      | 65                 |
| Corrèze                    | 19062      | Corrézois         | 34,16            | 1 173 (2022)                      | 34                 |
| Espagnac                   | 19075      | Espagnacois       | 23,63            | 381 (2022)                        | 16                 |
| Eyrein                     | 19081      | Eyreinais         | 26,39            | 510 (2022)                        | 19                 |
| Favars                     | 19082      | Favarois          | 11,88            | 1 121 (2022)                      | 94                 |
| Gimel-les-Cascades         | 19085      | Gimelois          | 20,86            | 765 (2022)                        | 37                 |
| Gros-Chastang              | 19089      | Gros-Chastagniers | 13,37            | 184 (2022)                        | 14                 |
| Gumond                     | 19090      | Gumontois         | 9,87             | 99 (2022)                         | 10                 |
| Ladignac-sur-Rondelles     | 19096      | Ladignacois       | 10,18            | 405 (2022)                        | 40                 |
| Lagarde-Marc-la-Tour       | 19098      |                   | 28,14            | 935 (2022)                        | 33                 |
| Lagraulière                | 19100      |                   | 30,75            | 1 189 (2022)                      | 39                 |
| Laguenne-sur-Avalouze      | 19101      |                   | 12,15            | 1 565 (2022)                      | 129                |
| Le Lonzac                  | 19118      | Lonzacois         | 35,97            | 819 (2022)                        | 23                 |
| Naves                      | 19146      | Navarois          | 35,93            | 2 318 (2022)                      | 65                 |
| Orliac-de-Bar              | 19155      | Orliacois         | 14,97            | 256 (2022)                        | 17                 |
| Pandrignes                 | 19158      | Pandrignois       | 8,45             | 167 (2022)                        | 20                 |
| Pierrefitte                | 19166      | Pétrafictains     | 10,01            | 93 (2022)                         | 9,3                |
| La Roche-Canillac          | 19174      |                   | 3,02             | 127 (2022)                        | 42                 |
| Saint-Augustin             | 19181      |                   | 29,31            | 417 (2022)                        | 14                 |
| Saint-Clément              | 19194      |                   | 26,56            | 1 383 (2022)                      | 52                 |
| Saint-Germain-les-Vergnes  | 19207      |                   | 19,15            | 1 149 (2022)                      | 60                 |
| Saint-Hilaire-Peyroux      | 19211      | Saint-Hilairiens  | 18,89            | 997 (2022)                        | 53                 |
| Saint-Jal                  | 19213      | Saint-Jalois      | 26,55            | 599 (2022)                        | 23                 |
| Saint-Martial-de-Gimel     | 19220      | Martialais        | 24,04            | 485 (2022)                        | 20                 |
| Saint-Mexant               | 19227      |                   | 18,64            | 1 331 (2022)                      | 71                 |
| Saint-Pardoux-la-Croisille | 19231      |                   | 16,36            | 175 (2022)                        | 11                 |
| Saint-Paul                 | 19235      | Pauliniens        | 14,1             | 237 (2022)                        | 17                 |
| Saint-Priest-de-Gimel      | 19236      | Sancto-Prixins    | 17,68            | 479 (2022)                        | 27                 |
| Saint-Salvadour            | 19240      |                   | 19,47            | 317 (2022)                        | 16                 |
| Sainte-Fortunade           | 19203      | Fortunadais       | 38,31            | 1 793 (2022)                      | 47                 |
| Seilhac                    | 19255      | Seilhacois        | 25,75            | 1 814 (2022)                      | 70                 |
| Vitrac-sur-Montane         | 19287      |                   | 27,24            | 239 (2022)                        | 8,8                |

### Démographie
| 1968   | 1975   | 1982   | 1990   | 1999   | 2010   | 2015   | 2021   |
| ------ | ------ | ------ | ------ | ------ | ------ | ------ | ------ |
| 47 452 | 46 454 | 46 139 | 45 003 | 42 882 | 44 352 | 44 304 | 43 927 |

### Économie / Emploi
Selon l'étude de l'Insee de juin 2014, l'agglomération compte 19 100 emplois concentrés dans le bassin de Tulle.
Face aux actifs qui résident sur le territoire (18100 actifs résidants), le nombre d'emplois est plus élevé expliquant de fait des échanges importants
avec les bassins de vie voisins : Brive-la-Gaillarde, Egletons et Uzerche.
Le territoire de l’agglomération a un taux d'emploi public important lié au statut de ville préfecture de la ville de Tulle. 14 700 emplois relèvent
d'activités économiques spécifiquement tournées vers la satisfaction des besoins des populations résidentes.
Trois actifs sur dix sont âgés de 50 ans et plus, impliquant pour les années à venir de nombreux départs en retraite. Le territoire devra donc faire
face à un besoin grandissant en actifs. 46 % des emplois d'artisans, de commerçants et de chefs d'entreprises sont des seniors.
Les commerces et équipement proposés offrent un bon maillage du territoire. Seule la partie sud-est rencontre quelques difficultés du fait d'une moindre densité de ces services. La présence dans un bourg d'équipements de la gamme de services intermédiaires (collège, librairie, ambulance ou
gendarmerie) permet un rôle spécifique dans le maillage de l'agglomération. Ces bourgs permettent de jouer le rôle de pôle-relais au sein du territoire. À noter, tout de même qu’il faut moins de trente minutes aux habitants des communes en périphérie de l'agglomération pour atteindre la commune de Tulle.

## Administration

### Siège
Le siège de la communauté d'agglomération Tulle agglo est situé rue Sylvain Combes à Tulle (19000) dans l’ancienne École Normale. Le bâtiment a été acquis par la communauté d’agglomération en 2013 auprès de l’État. Les services communautaires s’y sont installés en janvier 2014.

### Organisation

#### Organisation politique

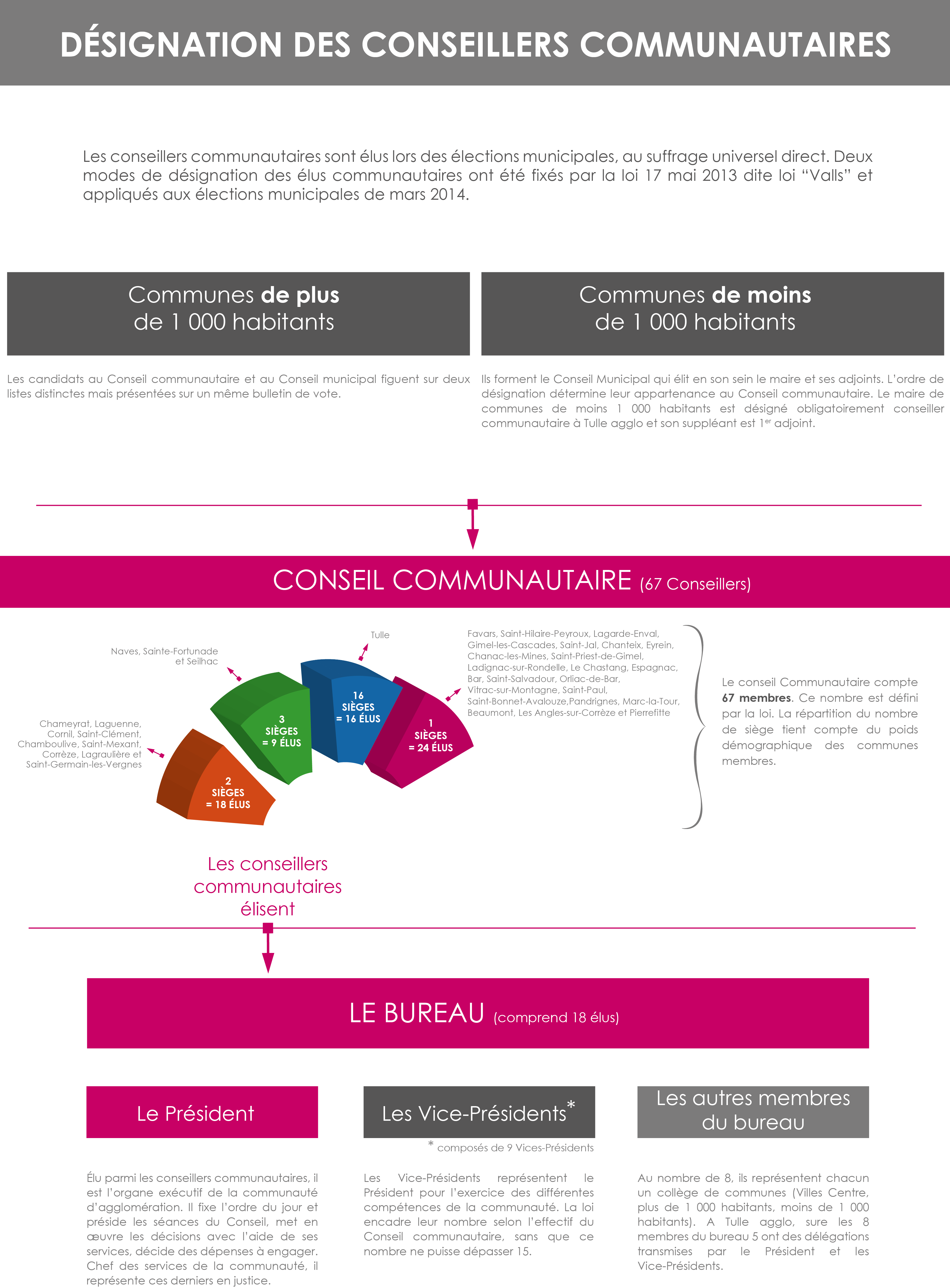
Organisation d'une Communauté d'agglomération

Le conseil communautaire est l’organe exécutif de la communauté d’agglomération. Il est constitué de 73 conseillers, représentant les 43 communes de Tulle agglo.
Ils sont répartis comme suit :
| Nombre de conseillers | Communes |
| --------------------- | --- |
| 18                    | Tulle |
| 2                     | Chamboulive, Chameyrat, Cornil, Corrèze, Favars, Lagraulière, Laguenne-sur-Avalouze, Naves, Saint-Clément, Sainte-Fortunade, Saint-Germain-les-Vergnes, Saint-Mexant, Seilhac |
| 1 (+ 1 suppléant)     | les 29 autres communes |

Le Conseil se réunit tous les 2 mois environ lors de séances ouvertes au public pour débattre et voter des actions à mener.
Le Bureau est chargé de préparer les propositions à soumettre au conseil communautaire et de régler les missions pour lesquelles il a reçu une délégation. Il est composé de 22 membres : le Président, les 12 Vice-Présidents et 9 autres membres.
Les commissions de Tulle agglo sont au nombre de 9. Elles sont composées de conseillers communautaires, d’élus municipaux et de techniciens ; elles ont été constituées pour définir des axes de travail, formuler des propositions et suivre la mise en œuvre des actions votées. Elles n'ont pas de pourvoir décisionnel.

#### Organisation des services administratifs et techniques

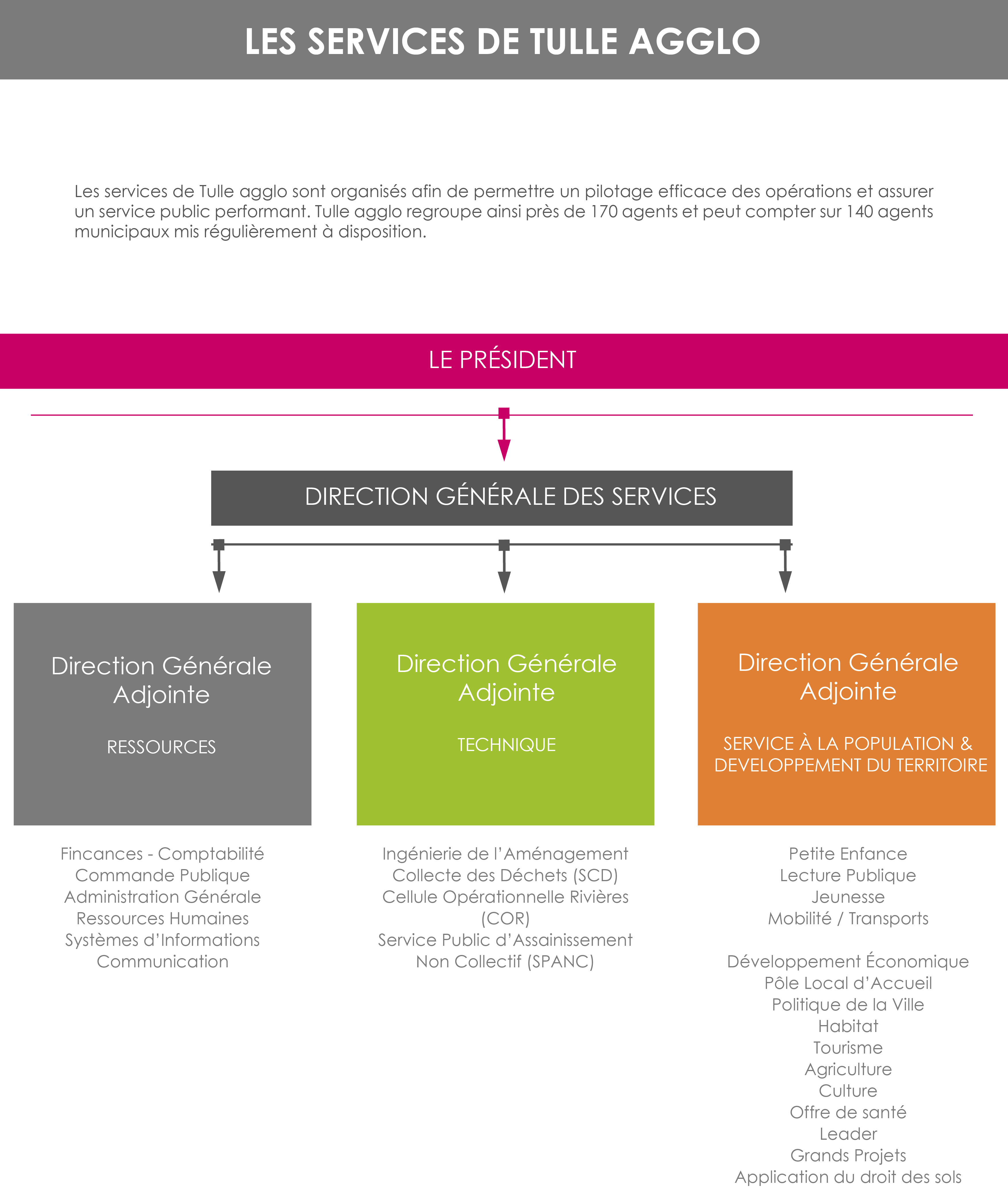
Organisation des services

Pour mener à bien les missions de Tulle agglo, plus de 180 agents sont répartis sur 3 pôles : le pôle technique, le pôle service à la population et développement du territoire et le pôle ressources.
Le pôle technique
- Ingénierie et Infrastructures
- Collecte des déchets
- Service Public d’Assainissement Non Collectif (S.P.A.N.C.)
- Cellule Opérationnelle Rivières (C.O.R.)

Le pôle service à la population et développement du territoire
- Développement économique
- Enfance/Jeunesse
- Habitat
- Tourisme
- Lecture Publique
- Transport
- Politique de la Ville
- Aménagement de l’espace communautaire
- Manifestations culturelles et sportives
- Application du droit des sols

Le pôle ressources
- Administration générale
- Finances
- Marchés et commandes publics
- Système d’information
- Ressources humaines
- Communication

### Présidence

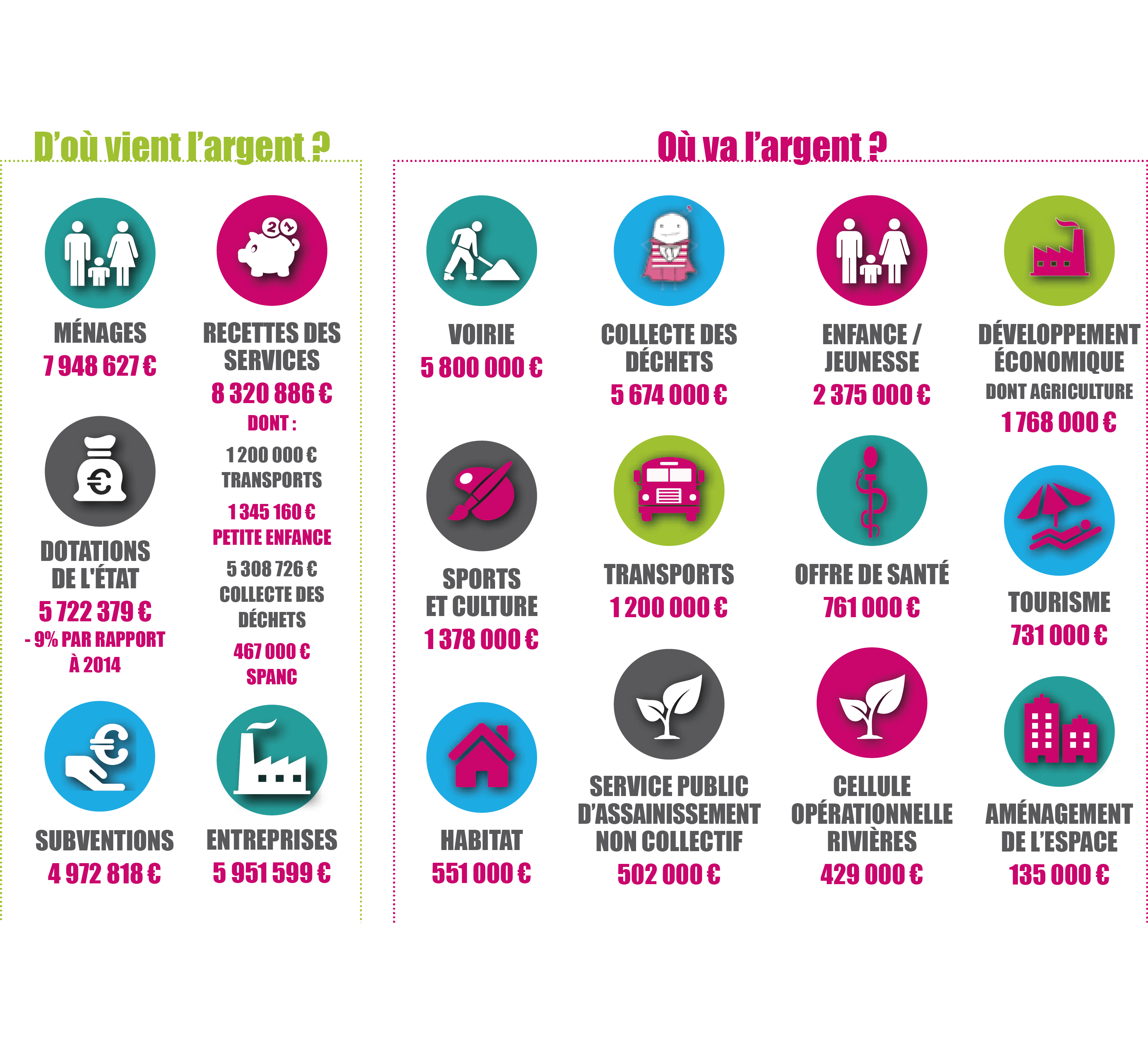
Chiffres Clés Budget

| Période       | Période      | Identité           | Étiquette | Qualité                   |
| ------------- | ------------ | ------------------ | --------- | ------------------------- |
| Décembre 1993 | 1995         | François Hollande  | PS        |                           |
| 1995          | 1998         | François Montazeau | RPR       |                           |
| 1998          | 2001         | Michel Michaud     |           |                           |
| 2001          | Janvier 2008 | Jean Combasteil    | PCF       |                           |
| Janvier 2008  | Avril 2014   | Elie Bousseyrol    | PS        | Maire d'Orliac-de-Bar     |
| Avril 2014    | En cours     | Michel Breuilh     | PS        | Adjoint au maire de Tulle |

### Compétences
Tulle agglo exerce en lieu et place des communes membres, la conduite des seules actions d'intérêt communautaire des compétences suivantes :

#### Compétences obligatoires
- Aménagement de l'espace communautaire
- Développement économique

#### Compétences optionnelles
- Organisation des transports urbains
- Élaboration d'un agenda 21
- Protection et mise en valeur de l'environnement
- Équilibre social de l'habitat
- Politique de la ville dans la communauté
- Création, aménagement et entretien des voiries d'intérêt communautaire
- Tourisme
- Construction, aménagement, entretien et gestion d'équipement culturels et sportifs d'intérêt communautaire
- Action sanitaire et sociale d'intérêt communautaire

### L'offre de services et projets de Tulle agglo
Le projet de territoire est "une nécessité, une ambition, une opportunité !" Il permet à chaque mutation, à chaque intégration de nouvelle compétence d'avoir une communauté plus forte, plus juste et plus efficience dans le rendu de ses services à la population. Son orientation s'appuie sur les grandes politiques de développement économique, de solidarité, de mobilité, de valorisation de l'environnement ou de promotion touristique.

#### La petite enfance
Il s’agit d’une compétence intercommunale depuis janvier 2012.
Le pôle petite enfance de Tulle agglo comprend :
- un multi accueil collectif
- un multi accueil familial
- deux micro- crèches
- un service relai assistant maternel

#### La collecte des déchets
Compétence intercommunale depuis 2009 en matière de collecte des déchets, Tulle agglo gère en régie ce service. Ce service propose :
- une collecte des ordures ménagères
- du tri au porte à porte
- 5 déchèteries (Tulle, Chamboulive, Corrèze, Naves et Ladignac-sur-Rondelle)
- un centre intercommunal de collecte sur la Zone de la Geneste à Naves

#### Les équipements sportifs
En 2013, Tulle agglo achète le site de Laval-Verdier sur la commune de Saint-Mexant, composé 2 stades de football engazonnés, un terrain stabilisé, un gymnase et des vestiaires. En 2013, la Communauté d'agglomération inaugure la réfection de la  piste d'athlétisme, au stade Alexandre Cueille
à Tulle.

#### La voirie
Depuis 2011, Tulle agglo a la charge d'un réseau routier de 1 100 km de voies communales, qu'elle entretient et rénove.

#### L'offre de santé
En 2015, Tulle agglo a lancé
le projet de deux nouvelles maisons de santé pluridisciplinaire à Tulle et à Corrèze.

#### Les transports
Il s'agit d'une compétence de Tulle agglo depuis 2012 et sa transformation en agglomération. Elle comprend le réseau sur Tulle (le TUT) qui parcourt la ville avec 3 lignes urbaines et 3 offres de services à la demande : Tulle / Tulle et sur les 36 communes.

#### Culture
Tulle agglo propose une médiathèque intercommunale à Tulle, la Médiathèque Eric Rohmer ouverte depuis le 1er mars 2010. De plus, Tulle agglo a mis en place en réseau toutes les médiathèques et bibliothèques du territoire.

### Régime fiscal et budget
Le régime fiscal de la communauté d'agglomération est la fiscalité professionnelle unique (FPU).
En mai 2015, le budget total est de 42,7 M€, dont 11,9 M€ d'investissement et 30,8 M€ de fonctionnement. En 2015, Tulle agglo dépense 834 € par habitant (dont 636 € en fonctionnement et 198 € en investissement).
La Communauté est dans une optique de solidarité intercommunale au service de la dynamique territoriale.

## Réalisations et projets
Dans le cadre de son projet de territoire 2020 - 2026, Tulle Agglo prépare la rénovation du centre aqua. Premier centre aquatique du département lors de son ouverture en 2003, il est progressivement devenu vétuste: grosse consommation d'énergie, coûteux à entretenir... Ses travaux de rénovation devraient commencer à l'automne 2024. Ils visent à économiser de l'énergie, réduire l'empreinte environnementale du centre, et élargir son offre de service (notamment avec un agrandissement de l'espace dédié aux douches et aux vestiaires). Le budget est estimé à 3,5 millions d'euros, pour une réouverture complète en 2025.